# Sphaeromyxa sabrazesi
Sphaeromyxa sabrazesi is een microscopische parasiet uit de familie Sphaeromyxidae. Sphaeromyxa sabrazesi werd in 1900 beschreven door Laveran & Mesnil. 